# Parlan
Parlan – miejscowość i gmina we Francji, w regionie Owernia-Rodan-Alpy, w departamencie Cantal.
Według danych na rok 1990 gminę zamieszkiwały 323 osoby, a gęstość zaludnienia wynosiła 13 osób/km² (wśród 1310 gmin Owernii Parlan plasuje się na 533. miejscu pod względem liczby ludności, natomiast pod względem powierzchni na miejscu 316.).